# Liar Flags
Liar Flags är det spanska folk metal/viking metal-bandet Runics debutalbum, utgivet i mars 2006 genom skivbolaget Massacre Records.

## Låtlista
1. "When the Demons Ride" – 6:09
2. "Liar Flags" – 6:29
3. "Drakeld" – 3:23
4. "Last Days of Aghrapur Pt. I: Ambush" – 5:47
5. "Last Days of Aghrapur Pt. II: Lost Empire" – 3:32
6. "Predecessor" – 5:33
7. "To the Fallen Ones" – 6:37
8. "Vs Myself" – 4:37
9. "Nau" (Luar na Lubre-cover) – 3:09
10. "And a New Journey Begins" – 1:48

## Medverkande
Musiker (Runic-medlemmar)
- Iban "Pirri" – gitarr
- Juan – sång, gitarr
- Eneas – keyboard
- David Mira – basgitarr
- Rivas – trummor

Bidragande musiker
- Pascual Gimeno – orkesterarrangemang
- Francisco Martínez – flöjt, zanfona
- Ana – sång
- Angel Rico – percussionarrangemang

Produktion
- Alberto Sales – ljudtekniker, ljudmix
- Runic – ljudtekniker, ljudmix
- Eate – omslagsdesign
- Vincente Ventura – omslagskonst
- Jesus-Uvula – foto